# عثة الشارب
العثة الشاربة هي عثة برتقالية بنية اللون من فصيلة يرقات الخيام.
تنتسب الأسماء العامة والعلمية لهذه الفصيلة إلى افتراض يريق اليرقة قطرات الندى.

## التوزيع والموطن
تنتشر هذه الفصيلة في أوروبا. الفصيلة شائعة إلى حد ما في نصف بريطانيا الجنوبي. في اسكتلندا، هي شائعة في الغرب لكنها غير شائعة في شرق البلاد. توجد في أغلب الأحيان في الأماكن الموحلة والسبخات وضفاف الأنهار، لكن قد ترى أيضا في الأراضي العشبية الأكثر جفافا.

## معرض الصور

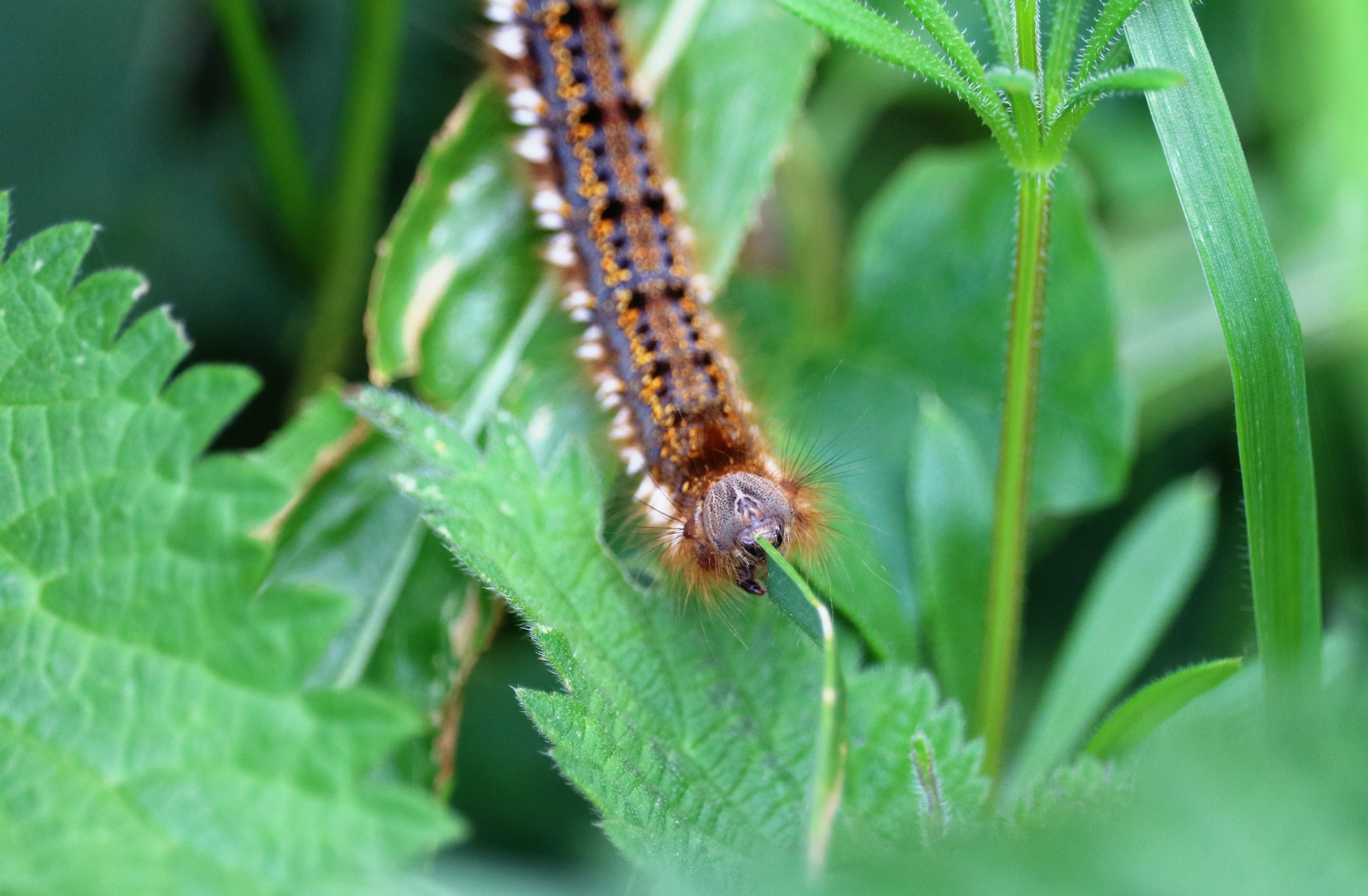
يرقة عثة الشارب تأكل العشب.
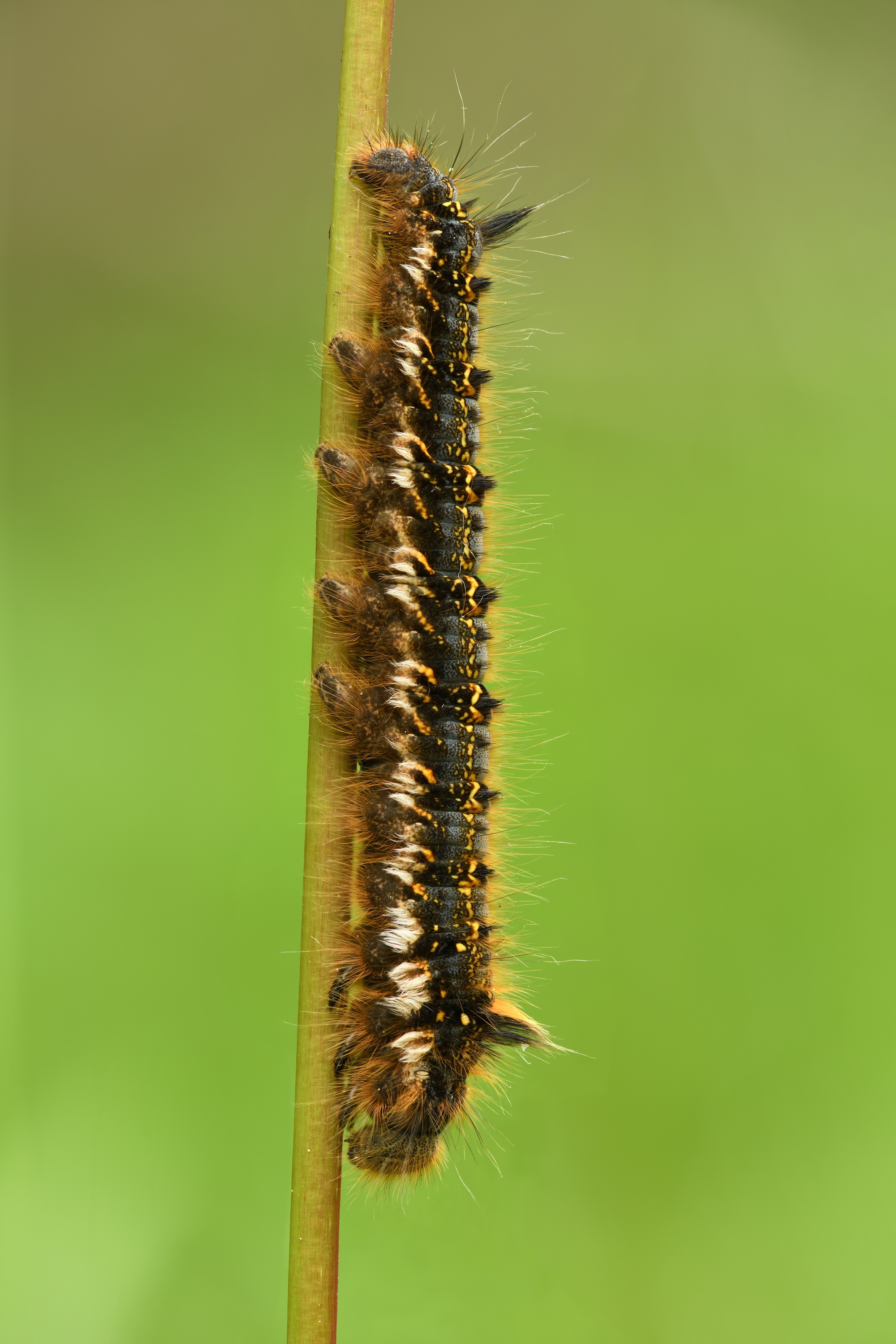
يسروع
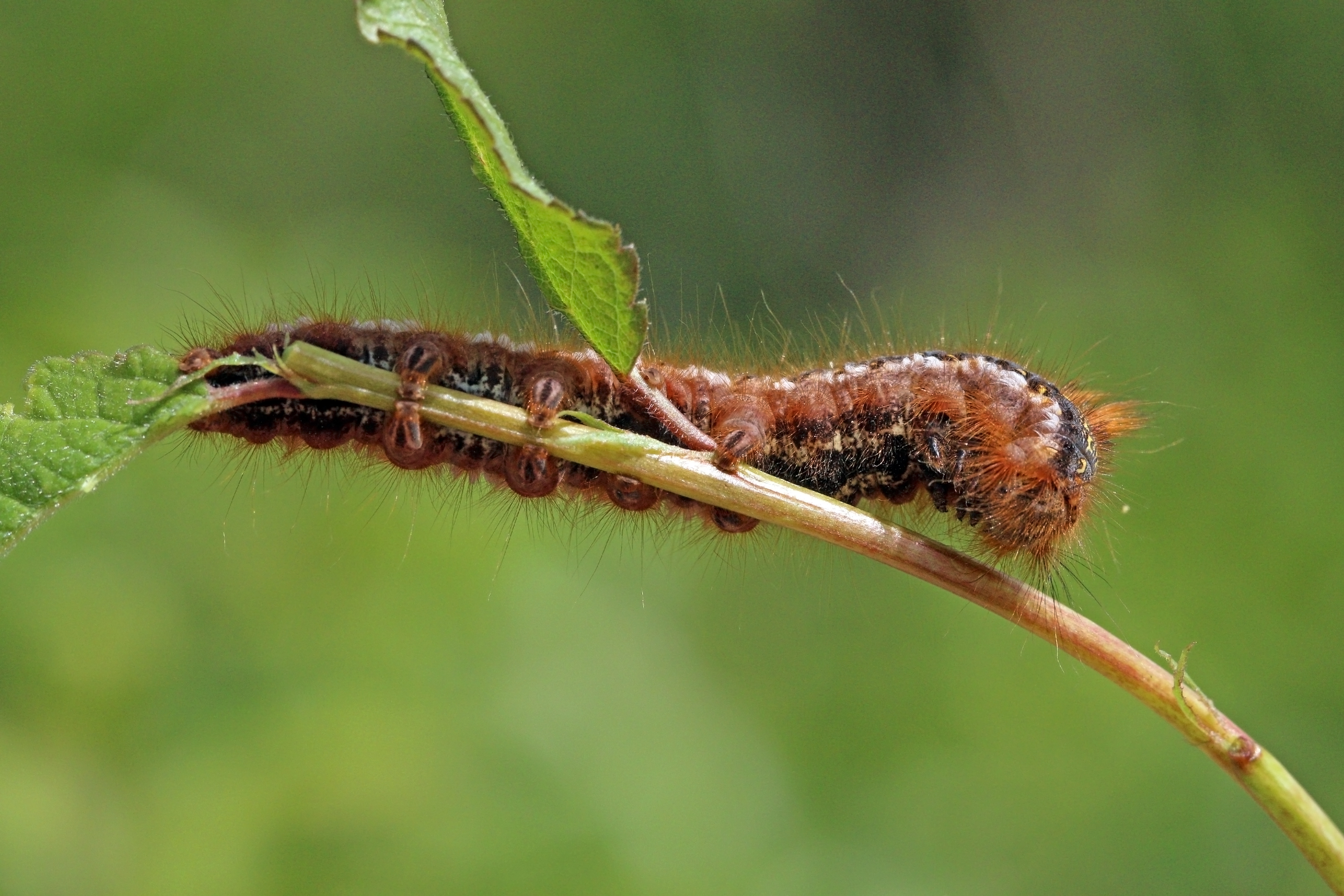
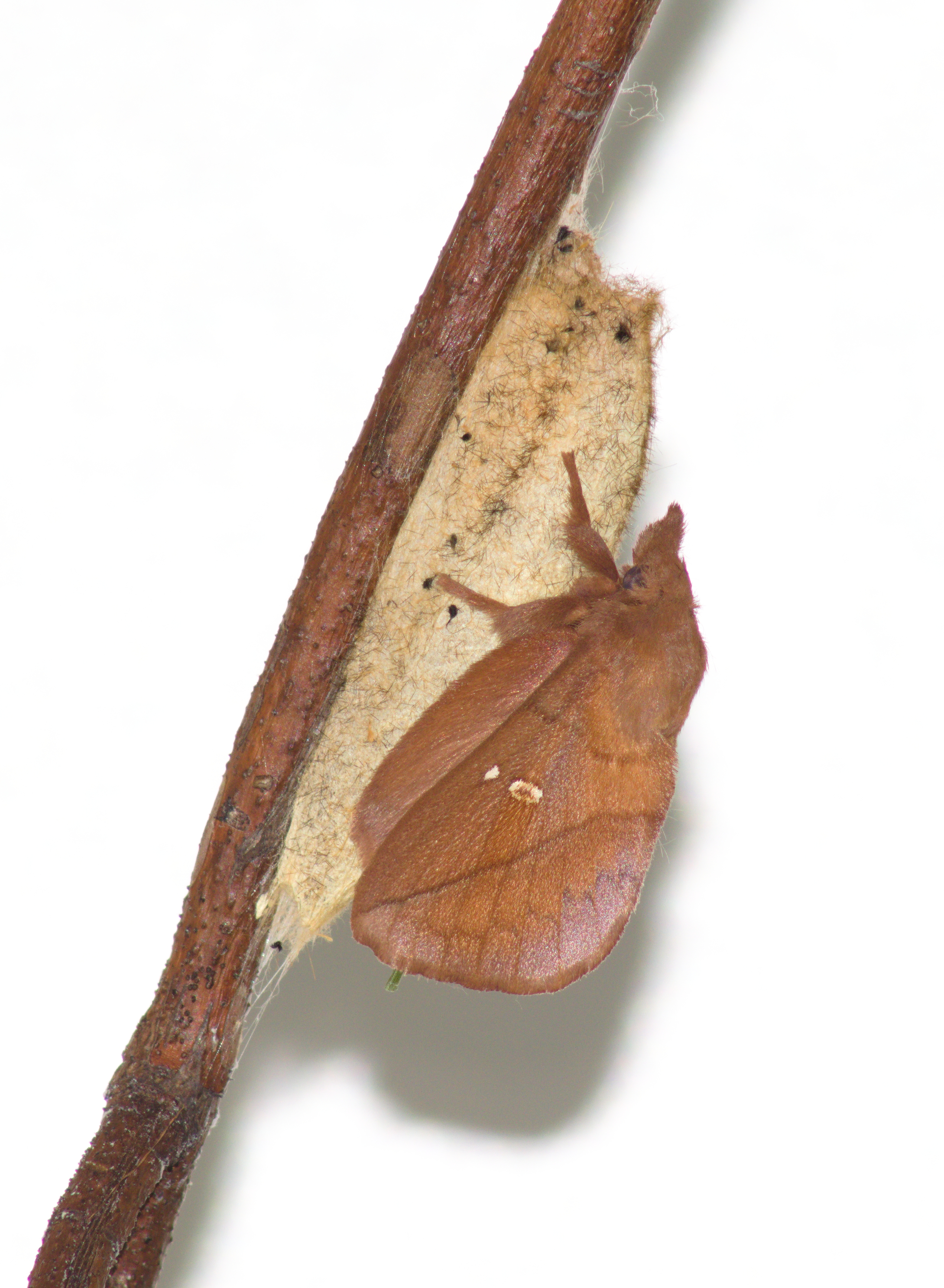
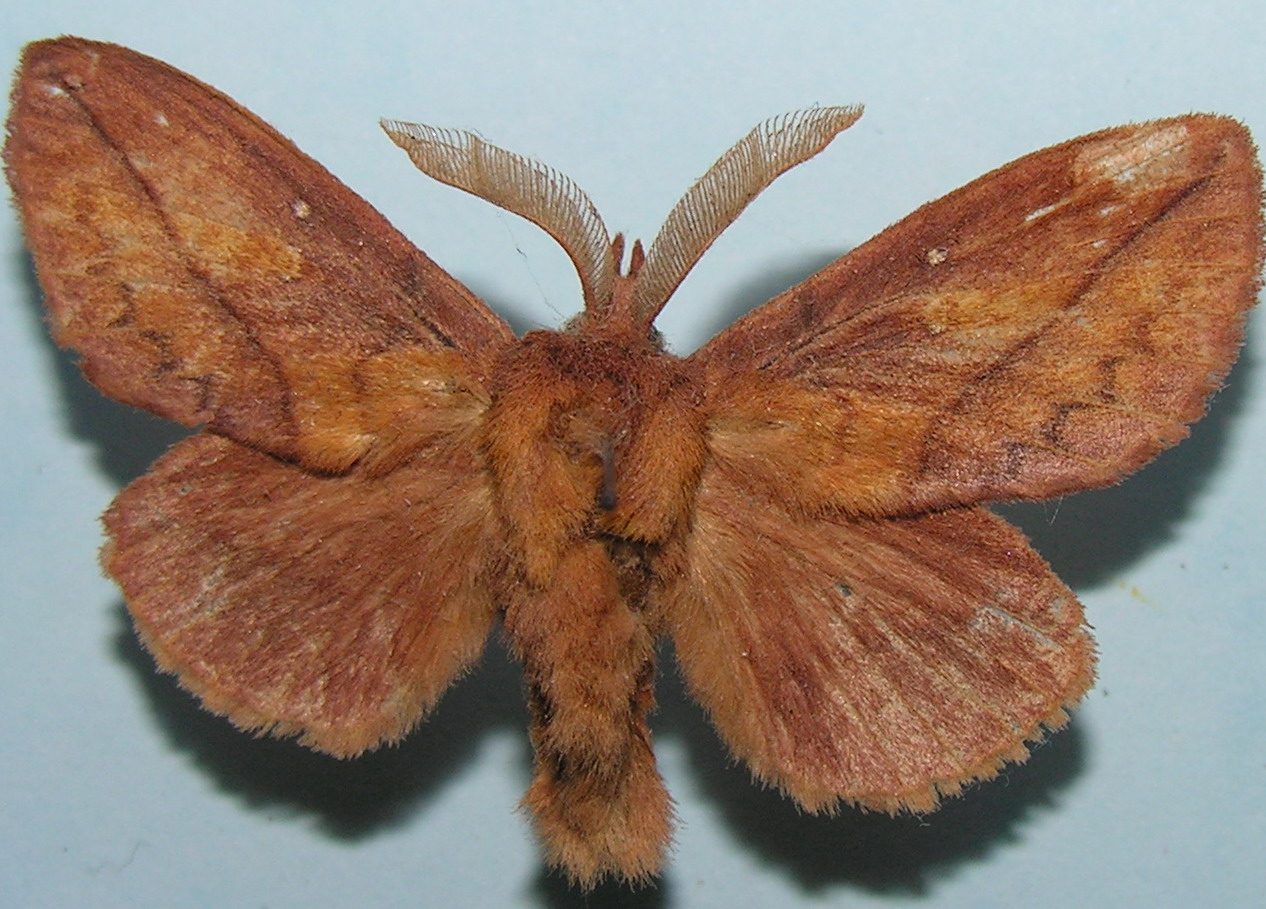
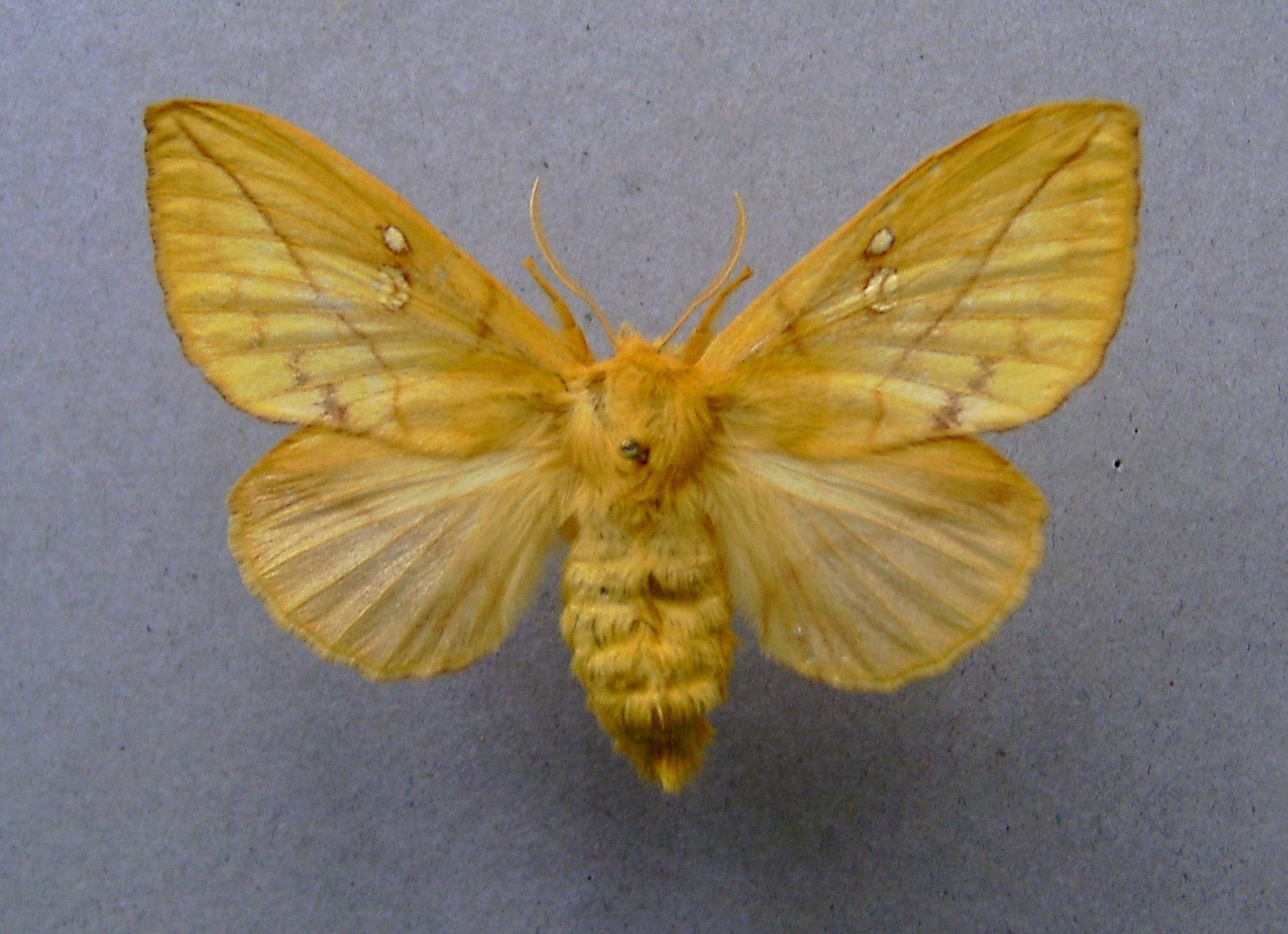